# Biatló als Jocs Olímpics d'hivern de 2014
Als Jocs Olímpics d'Hivern de 2014, que se celebraren a la ciutat de Sotxi (Rússia), es disputaren onze proves de biatló, cinc en categoria masculina, cinc més en categoria femenina i una en categoria mixta. Aquesta fou la primera vegada que s'inserí una prova mixta en aquest esport.
Les proves es realitzaren entre els dies 8 i 22 de febrer de 2014 a les instal·lacions del Complex de biatló i esquí Laura (Kràsnaia Poliana).

## Calendari
Els temps són UTC+04:00.
| Data         | Hora  | Prova                              |
| ------------ | ----- | ---------------------------------- |
| 8 de febrer  | 18:30 | 10 km. sprint (homes)              |
| 9 de febrer  | 18:30 | 7.5 km. sprint (dones)             |
| 10 de febrer | 19:00 | 12.5 km. persecució (homes)        |
| 11 de febrer | 19:00 | 10 km. persecució (dones)          |
| 13 de febrer | 18:00 | 20 km. individual (homes)          |
| 14 de febrer | 18:00 | 15 km. individual (dones)          |
| 16 de febrer | 19:00 | 15 km. sortida massiva (homes)     |
| 17 de febrer | 19:00 | 12.5 km. sortida massiva (dones)   |
| 19 de febrer | 18:30 | Relleus mixtos (4 x 6 km./7.5 km.) |
| 21 de febrer | 18:30 | Equips 4 x 6 km. (dones)           |
| 22 de febrer | 18:30 | Equips 4 x 7.5 km (homes)          |

## Resum de medalles

### Categoria masculina
| Prova                              | Or                                                                        | Argent                                                           | Bronze                                                                          |
| 10 km. esprint Detalls             | Ole Einar Bjørndalen                                                      | Dominik Landertinger                                             | Jaroslav Soukup                                                                 |
| 12,5 km. persecució Detalls        | Martin Fourcade                                                           | Ondřej Moravec                                                   | Jean-Guillaume Béatrix                                                          |
| 15 km. amb sortida massiva Detalls | Emil Hegle Svendsen                                                       | Martin Fourcade                                                  | Ondřej Moravec                                                                  |
| 20 km. Detalls                     | Martin Fourcade                                                           | Erik Lesser                                                      | Evgeniy Garanichev                                                              |
| Equips Detalls                     | Rússia Alexey Volkov · Evgeny Ustyugov · Dmitry Malyshko · Anton Shipulin | AlemanyaErik Lesser · Daniel Böhm · Arnd Peiffer · Simon Schempp | ÀustriaChristoph Sumann · Daniel Mesotitsch · Simon Eder · Dominik Landertinger |

### Categoria femenina
| Prova                                | Or                                                                        | Argent                                                                     | Bronze                                                                 |
| 7,5 km. esprint Detalls              | Anastasiya Kuzmina                                                        | Olga Vilukhina                                                             | Vita Semerenko                                                         |
| 10 km. persecució Detalls            | Darya Domracheva                                                          | Tora Berger                                                                | Teja Gregorin                                                          |
| 12,5 km. amb sortida massiva Detalls | Darya Domracheva                                                          | Gabriela Soukalová                                                         | Tiril Eckhoff                                                          |
| 15 km. Detalls                       | Darya Domracheva                                                          | Selina Gasparin                                                            | Nadezhda Skardino                                                      |
| Equips Detalls                       | UcraïnaVita Semerenko · Juliya Dzhyma · Valj Semerenko · Olena Pidhrushna | RússiaYana Romanova · Olga Zaitseva · Ekaterina Shumilova · Olga Vilukhina | NoruegaFanny Horn · Tiril Eckhoff · Ann Kristin Flatland · Tora Berger |

### Categoria mixta
| Prova           | Or                                                                              | Argent                                                                          | Bronze                                                                   |
| Relleus Detalls | NoruegaTora Berger · Tiril Eckhoff · Ole Einar Bjørndalen · Emil Hegle Svendsen | TxèquiaVeronika Vítková · Gabriela Soukalová · Jaroslav Soukup · Ondřej Moravec | ItàliaDorothea Wierer · Karin Oberhofer · Dominik Windisch · Lukas Hofer |

## Medaller
| Pos. | País       | Or | Plata | Bronze | Total |
| 1    | Noruega    | 3  | 1     | 2      | 6     |
| 2    | Belarús    | 3  | 0     | 1      | 4     |
| 3    | França     | 2  | 1     | 1      | 4     |
| 4    | Rússia     | 1  | 2     | 1      | 4     |
| 5    | Ucraïna    | 1  | 0     | 1      | 2     |
| 6    | Eslovàquia | 1  | 0     | 0      | 1     |
| 7    | Txèquia    | 0  | 3     | 2      | 5     |
| 8    | Alemanya   | 0  | 2     | 0      | 2     |
| 9    | Àustria    | 0  | 1     | 1      | 2     |
| 10   | Suïssa     | 0  | 1     | 0      | 1     |
| 11   | Eslovènia  | 0  | 0     | 1      | 1     |
| 11   | Itàlia     | 0  | 0     | 1      | 1     |
|      | Total      | 11 | 11    | 11     | 33    |